# ルイ・ブレリオ

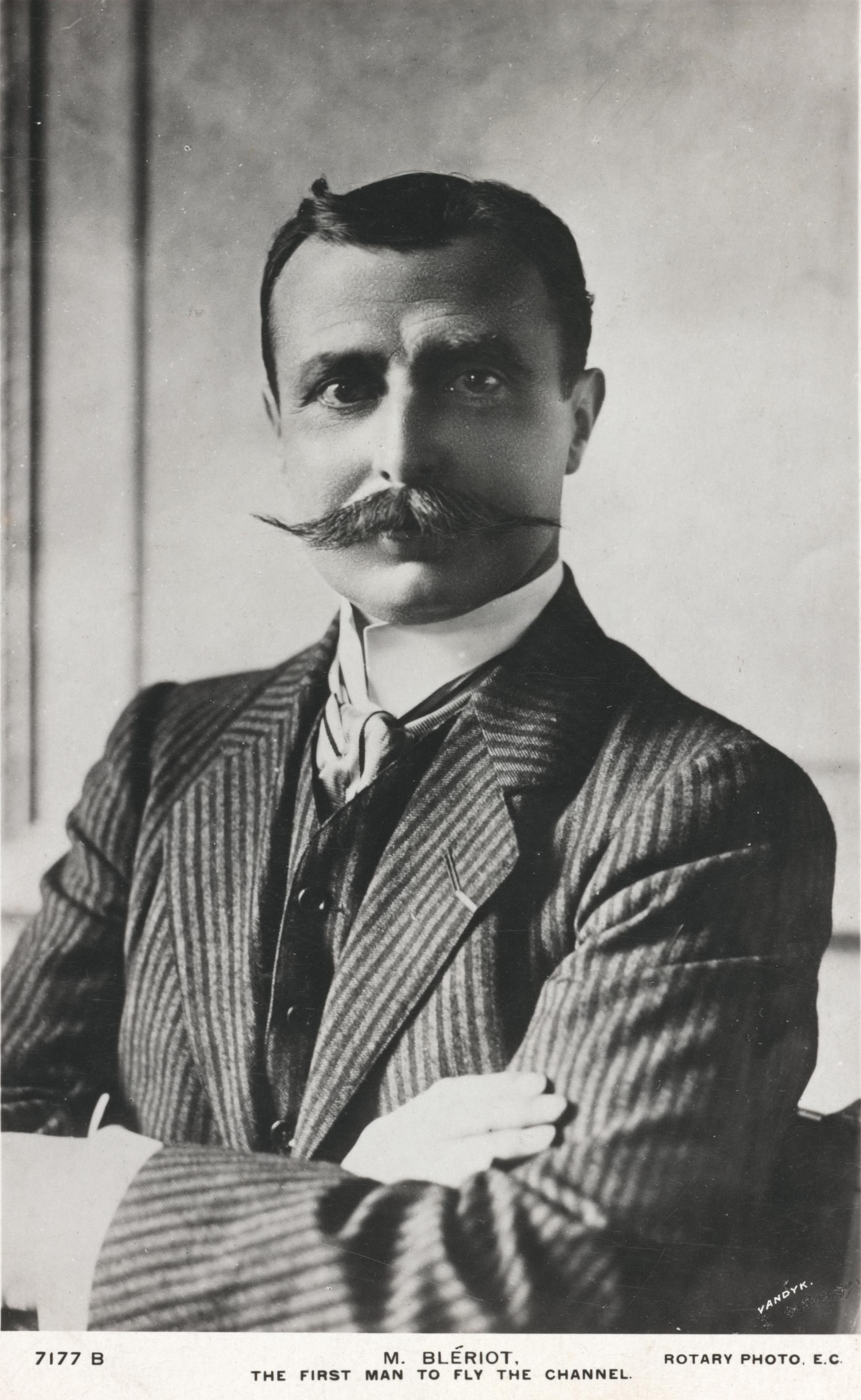
ルイ・ブレリオ

ルイ・シャルル=ジョゼフ・ブレリオ（Louis Charles-Joseph Blériot, 1872年7月1日 - 1936年8月2日）はフランス航空界の先駆者。

## 人物と業績
エコール・サントラル・パリ工学科卒。
1900年頃から航空機の実現に没頭し、鳥を摸した「はばたき機」を自作したが、飛行するには至らなかった。ライト兄弟が初飛行に成功した1903年、自動車用前照灯の製造で得た利益を基に、ガブリエル・ヴォアザンと共同でブレリオ・ヴォアザンを設立し、アントワネット製エンジン搭載の複葉機などを製作した。
1906年、ロンドンの新興紙デイリー・メールが宣伝目的でドーバー海峡横断飛行に賞金1,000ポンドを掛けたことから、達成競争に参戦するためヴォアザンと袂を頒ち、自ら再び設計・製作を手掛け始めた。
多様な形式の機体（箱型複葉機・推進式単葉機・タンデム翼機など）で試行錯誤し、中でもブレリオ Vは世界初の実用単葉機であったが、翌1907年に事故で失われた。
1909年7月25日早朝、レイモン・ソルニエ（Raymond Saulnier）設計のブレリオ XIを駆ってカレー市郊外からドーバー城まで所要時間36分55秒で初横断に成功。ユベール・ラタム、シャルル・ド・ランベールとの先着競争を征し、巨額の賞金と国際的栄誉を手にした。
その偉業を記念して、ブレリオはレジオンドヌール勲章を与えられ、出発地はブレリオ海岸（Blériot-Plage）と命名された。
ブレリオ XIにはレプリカの注文が殺到し、工房は繁忙を極めた。1914年には、創業者の摘発で混乱状態に陥っていたSPADの経営権を取得、第一次世界大戦では軍用機の最大手量産メーカーに成長させた。
1921年には自身の名を冠したブレリオ・アエロノティック（フランス語: Bleriot-Aeronautique）を設立してSPADを子会社化し、民間機事業にも進出して成功した。